# Gromark

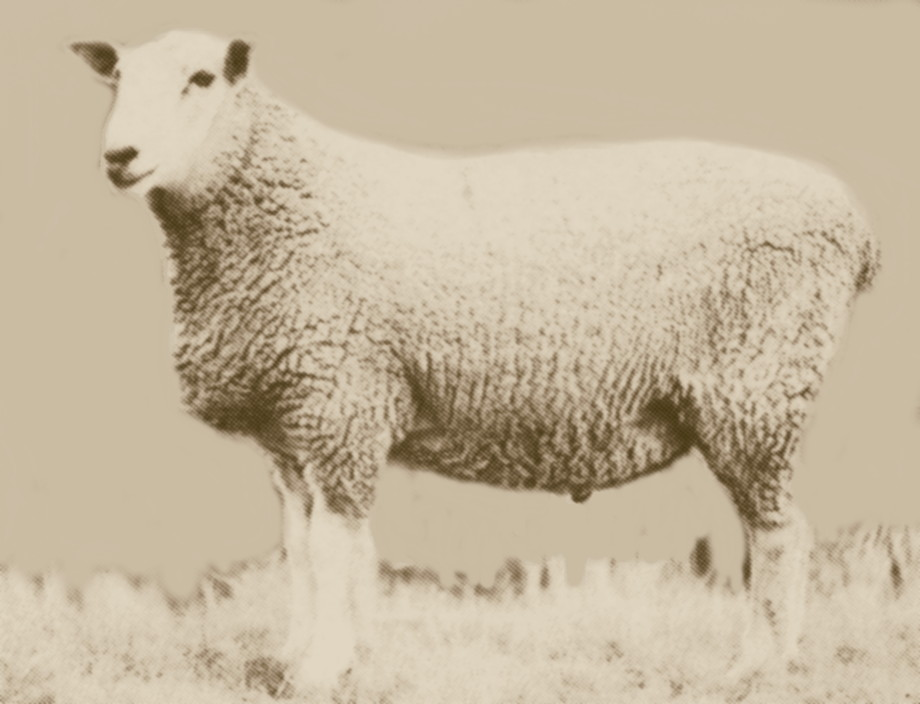
Một con cừu đực Gromark

Gromark là giống cừu có mục đích kép (thịt và lông) có thân hình lớn, được Arthur C. Godlee phát triển vào năm 1965 tại "Marengo", Tamworth, New South Wales. Giống cừu này đã được lựa chọn để tạo ra một giống có tỷ lệ tăng trưởng cao, khả năng sinh sản, chất lượng len và thuộc tính carcase.

## Đặc điểm
Cừu Gromark là một con cừu hàng đầu, cố định gene ở khoảng 69 phần trăm cừu Corriedale và 50 phần trăm di truyền của cừu Leicester. Nó không có sừng, có một khuôn mặt mở trắng, và chân sạch không lông. Lông cừu trắng dài có trọng lượng 4–7 kg, dài khoảng 130 mm và trung bình khoảng 30 micron đường kính sợi.
Khối lượng cừu đực trung bình 100 kg, cừu cái là khoảng 75–80 kg (175 lb). Những con cừu đực thường được sử dụng cho việc sản xuất thịt cừu béo đầu tiên, và các con cừu cái dùng để sản xuất thịt cừu nạc lớn. Giống Gromark cừu khỏe mạnh với tỷ lệ ruồi bám và dystocia thấp.
Kể từ năm 1965, cừu Gromark đã được lựa chọn bằng cách đo lường khách quan để giữ tỷ lệ tăng trưởng tốt, không có chất béo quá mức. Các kết quả này đang được sử dụng để cung cấp các thông số cụ thể về giống để cải thiện tính chính xác của các Giá trị Chăn nuôi Ước tính (EBV) do chương trình thử nghiệm hiệu suất quốc gia của Úc cho việc sản xuất cừu thịt. Năm 1979, Hiệp hội giống cừu Gromark Úc được thành lập và cam kết thực hiện ghi chép khoa học cho giống này.